# Смит, Тревор (хоккеист с шайбой)
Тревор Смит (англ. Trevor Smith; 8 февраля 1985, Оттава, Канада) — канадский хоккеист, центральный нападающий. Игрок клуба «Берн», выступающего в Швейцарской национальной лиге.

## Игровая карьера
Тревор Смит большую часть карьеры провел в низших американских лигах — Эн-Си-Эй-Эй, АХЛ и Лиге восточного побережья. В апреле 2007 года Смит в качестве свободного агента присоединился к «Нью-Йорк Айлендерс». Первый матч в НХЛ он провел 31 декабря 2008 года в составе «Айлендерс» против «Флориды Пантерз». Первый гол забил 8 января 2009 года Миикке Кипрусоффу из «Калгари Флеймз».
5 июля 2010 года перешёл в «Анахайм Дакс», но за основную команду не играл, проведя весь сезон в АХЛ. 4 января 2011 года Смита обменяли в «Коламбус Блю Джекетс» на Нэйта Генина. 4 июля 2011 года Смит перешёл в «Тампа Бэй Лайтнинг», подписав с молниями однолетний контракт, но перед стартом сезона был выставлен на драфт отказов и отправлен в АХЛ в «Норфолк Эдмиралс». Сезон 2012/13 Тревор Смит провел в фарм-клубе «Питтсбурга» «Уилкс-Барре/Скрэнтон Пингвинз».
5 июля 2013 года Смит в качестве свободного агента перешёл в «Торонто Мейпл Лифс». Первую шайбу за «Торонто» Смит забросил 16 октября 2013 года в ворота Дарси Кемпера из «Миннесоты Уайлд».
В сезоне 2013/14 был капитаном «Торонто Марлис».